# Дом Амир Низама
Дом Амир Низама или музей Каджара — историческое здание в Тебризе (Восточный Азербайджан), построенное во времена династии Каджаров.
В настоящее время здание действует как Дом-музей Каджаров.

## История
Дом был построен во время правления Насер ад-Дин Шах Каджара и во время службы Хасан Али-хан Гарруси. Причиной выбора этого здания в качестве музея Каджаров была значимость Дар ас-Салтана Тебриза в эпоху Каджаров. В ранний период правления Каджаров, во времена Аббас Мирзы, Тебриз стал резиденцией наследных принцев, а впоследствии в городе проживали преемники каджарских шахов, которые после прихода к власти переселялись в столицу. Согласно историческим источникам, с момента постройки и до конца Каджарской эпохи здание использовалось как здание губернатора провинции Азербайджан.
Особняк был куплен в 1991 году Организацией культурного наследия и зарегистрирован в списке национальных памятников Ирана. В период с 1993 по 2006 год здание подверглось полной реконструкции.  После реставрации, в 2006 году официально открыт под названием Дом-Музей Каджаров.

## Описание
Дом Амир Низама расположен в Тебризе, на улице Шешгелан. Закрытая площадь дома составляет 1500 кв м, а открытая — 3000 кв м. Здание построено на двух этажах и состоит из двух дворов: внутреннего и внешнего. Оба двора украшены цветниками, бассейнами и плиткой. 16 колонн с красивыми верхушками поддерживают всю веранду.
На верхнем этаже особняка имеется два довольно больших зала, которые с обеих сторон ведут к двору. Верхний этаж украшен окнами с цветным стеклом, витражами, лепными украшениями и зеркалами. В особняке есть и подвальное помещение, в котором имеется небольшой бассейн.

## Коллекции
Наряду с красивой структурой здание представляет собой коллекцию произведений искусства и ремесел, относящихся к эпохе Каджара, которые размещены в залах под различными названиями.
На первом этаже находятся залы монет, тканых изделий, фарфора, стеклянных изделий, металлических изделий, музыкальные инструменты, инкрустационные и каллиграфические рукописные работы, одежда и предметы обихода.
На втором этаже расположены залы камней, оружия, зал государственных лиц и указов, архитектуры и градостроительства, замка и фонарей.  Среди имеющихся в музее Каджаров ценных памятников можно выделить статуи видных личностей и государственных лиц каджарского периода, таких как наследный принц Аббас Мирза, Амир Кабир,  Мирза Иса Каим-Макам Фарахани, Мирза Абуль-Касем Каим-Макам Фарахани, Амир Низам Зангяне и Хасан Али-хан Гарруси.
В музее представлена фотогалерея, где представлены фотографии, снятые с помощью простых биноклей, привезенных в Иран во времена Насер ад-Дин Шаха Каджара.
Сегодня в залах особняка установлены дисплеи.